# Belucha

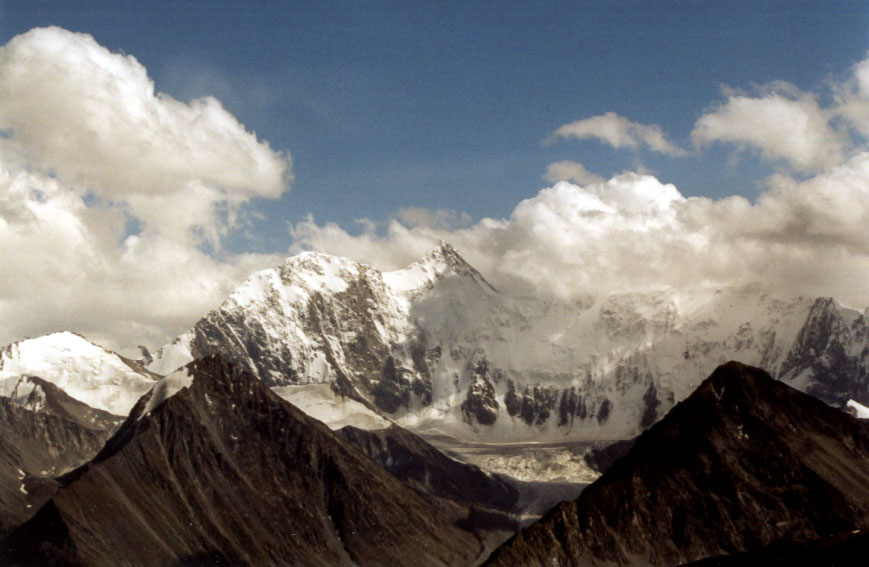
Belucha

Belucha (ryska: Белуха) är ett berg i bergskedjan Altaj, på gränsen mellan Kazakstan och Ryssland. Berget är med sina 4 506 meter ö.h. det högsta i norra delen av Centralasien och det näst högsta i den asiatiska delen av Ryssland (näst Kljutjevskaja Sopka).